# Hebmüller Volkswagen Cabriolet

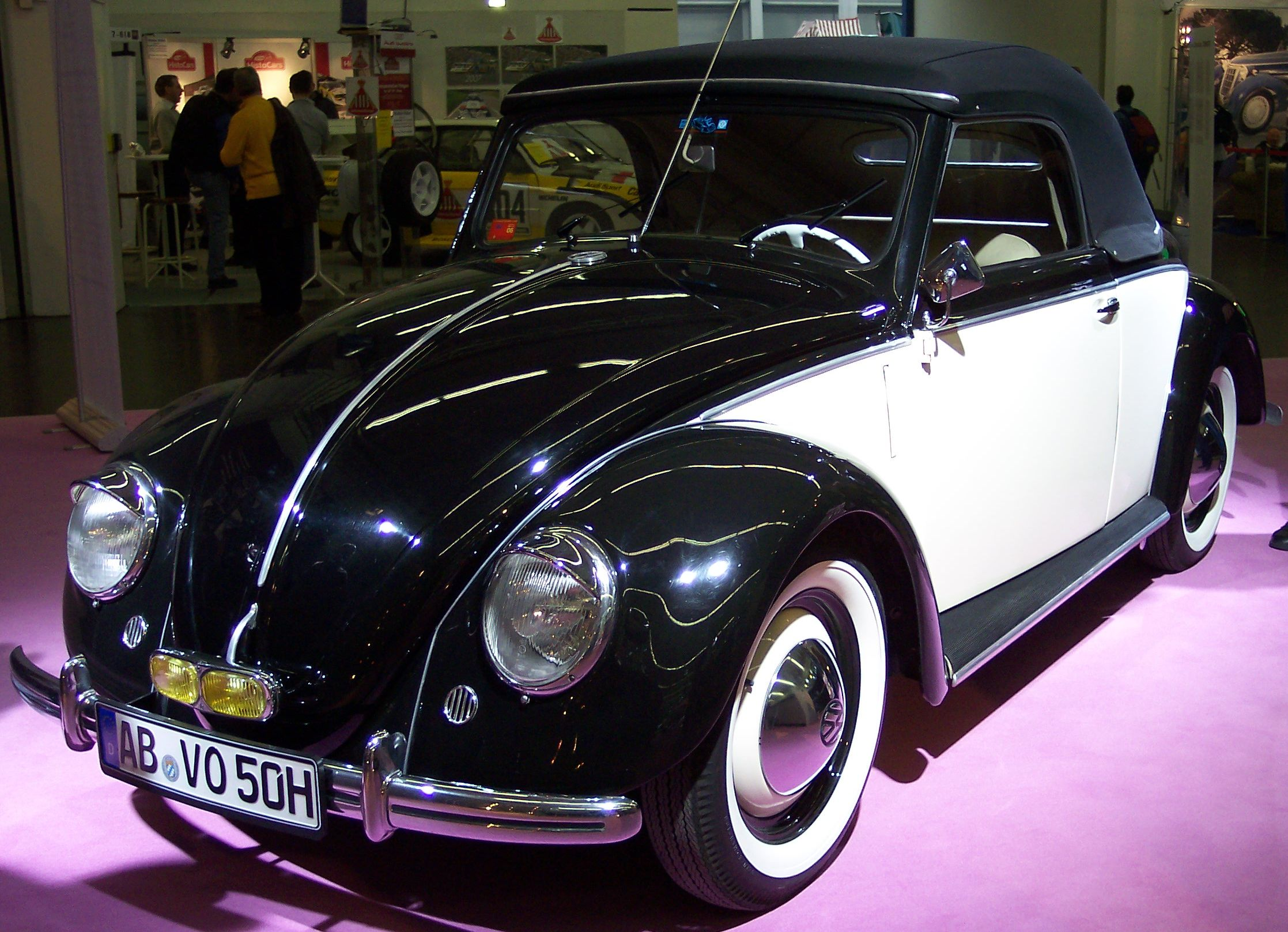
Een Hebmüller Volkswagen Cabriolet

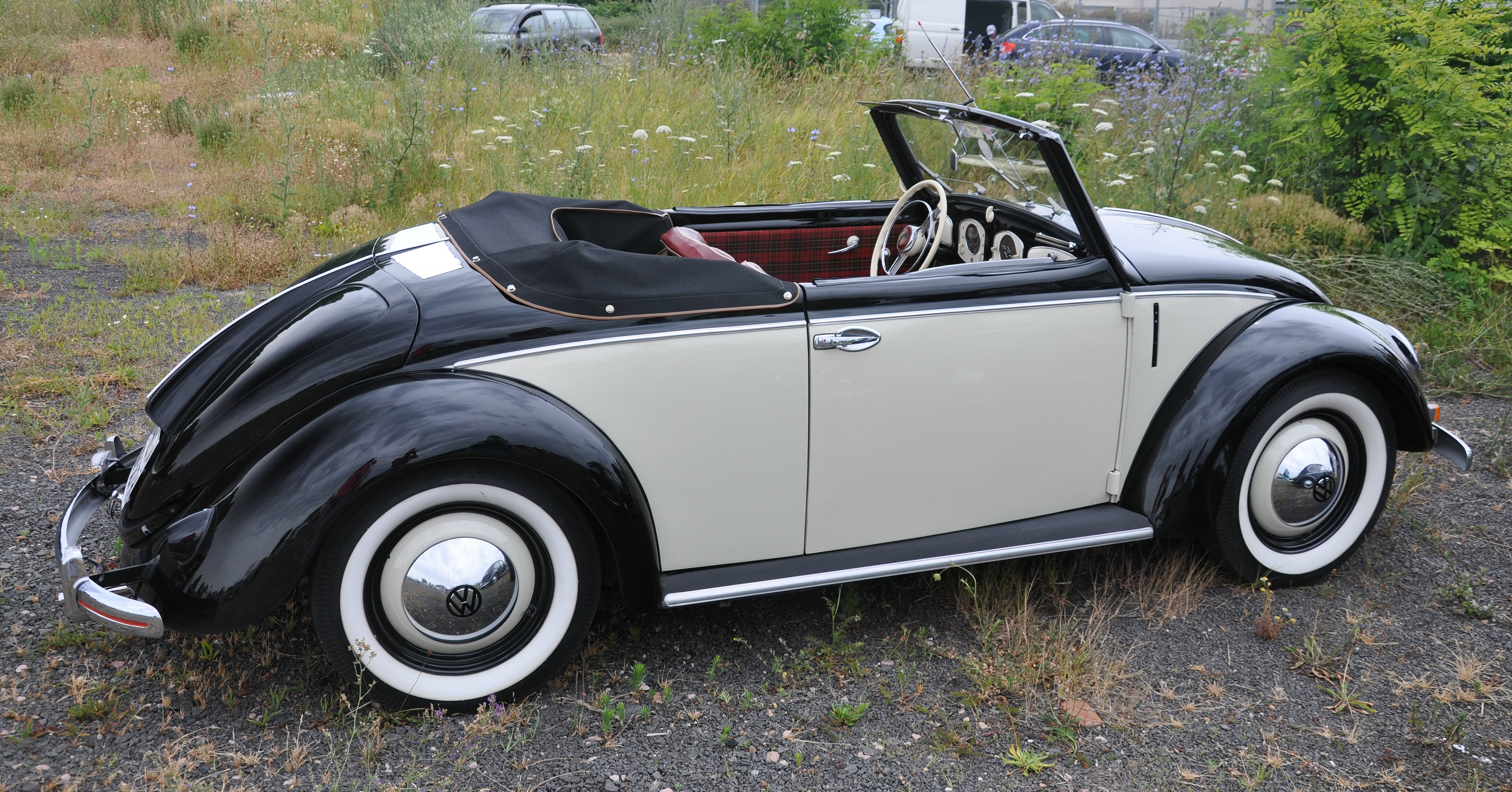
Zijaanzicht

Hebmüller Volkswagen Cabriolet (ook: Volkswagen Typ 14A) is een tweezits cabriolet, die door de Duitse carrosseriefabriek Hebmüller werd gebouwd op het chassis van de Volkswagen Kever.
In 1946 werden bij Volkswagen in opdracht van majoor Ivan Hirst twee cabriolets gebouwd, een tweezits- en een vierzitsuitvoering. De tweezitter werd gebruikt door kolonel Charles Radclyffe van het Britse bezettingsleger, en had als bijnaam Radclyffe Roadster. In 1948 besloot Volkswagen beide modellen in productie te nemen. Omdat daarvoor bij Volkswagen zelf geen productiecapaciteit voorhanden was, werd besloten de opdracht te gunnen aan een carrosseriefabriek. Hebmüller bouwde voor Volkswagen al een Kübelwagen voor de Duitse politie (Volkswagen typ 18A). Directeur Joseph Hebmüller jr. haalde Heinrich Nordhoff over om Hebmüller de tweezits cabriolet te laten bouwen. Nordhoff stemde in, maar gunde de opdracht voor een vierzitsversie aan Karmann.
Hebmüller bouwde in de tweede helft van 1948 drie prototypen van een tweezits cabriolet met een elegant gewelfde achtersteven. Ze werden in december van dat jaar afgeleverd. Omdat de achterbank van de Kever niet werd gebruikt, was er voldoende ruimte voor een volledig verzinkbare kap. Sierlijsten beklemtoonde de langgerekte lijn, en de voor het interieur gebruikte materialen voldeden aan hoge eisen. De carrosserie werd in tweekleurencombinaties gespoten. Standaardcombinaties waren rood met zijvlakken in ivoor, of zwart met rode zijvlakken. Andere kleurcombinates waren mogelijk op bestelling. Ondanks de forse prijs van 7500 DM schatte Volkswagen de potentiële afzet hoog in. In april 1949 werd een klein aantal exemplaren gebouwd, en op 4 juni 1949 werd met Volkswagen een overeenkomst gesloten voor een serie van 675 stuks. De productie ging nu van start. Die maand werden 27 stuks gebouwd.
Op zaterdagochtend 23 juli werd de fabriek echter door brand verwoest. Inspecteurs van Volkswagen kwamen de schade opnemen. Een deel van de productie kon worden voortgezet in de houtwerkplaats van Hebmüller op een andere locatie in Wülfrath. Veertig Kever-chassis werden overgebracht naar concurrent Karmann die zelf inmiddels een vierpersoons cabriolet bouwde op basis van de Volkswagen Kever. Op 25 augustus werd tussen Hebmüller en Volkswagen onderhandeld over de situatie die was ontstaan. Hebmüller stond voor hoge investeringen om de productie te kunnen voortzetten en wilde een vervolgorder. Daarnaast vroeg men om royalty's voor het ontwerp, voor het geval Volkswagen van plan was het ontwerp elders te bouwen. Beide eisen werden afgewezen. De productie werd op een lager pitje voortgezet. In 1950 werd de prijs naar 6950 DM verlaagd. Door de brand was de bedrijfseconomische situatie bij Hebmüller echter zozeer verslechterd, dat het bedrijf in mei 1952 surseance van betaling moest aanvragen. Vervolgens werd het gesloten.
Van de Hebmüller Volkswagen Cabriolet bestaan naar schatting nog circa 100 exemplaren. Norev levert een zwart met geel schaalmodel op schaal 1:43. Het Nederlandse bedrijf Westerwind levert onder de naam Paruzzi Speedster een door de Hebmüller cabriolet geïnspireerde ombouwpakket voor een Volkswagen Kever, naar een ontwerp van Chris Boyle.

## Onduidelijkheid over aantallen
Over het totaal aantal Hebmüller Volkswagen Cabriolets dat door Volkswagen werd besteld bestaat onduidelijkheid. Volgens sommige bronnen bestelde Volkswagen 2000 stuks. In de originele overeenkomst tussen Volkswagen en Hebmüller is echter sprake van 675 stuks. Ook over het aantal dat door Hebmüller is gebouwd bestaat onduidelijkheid. Genoemd worden aantallen van 675 stuks, 696 stuks, en 750 stuks. Vast staat dat een in 1950 gebouwd exemplaar een bouwnummer heeft dat hoger is dan '700', maar of hieruit mag worden geconcludeerd dat er meer dan 700 stuks zijn gebouwd, is niet duidelijk. Het aantal van 696 is waarschijnlijk het meest betrouwbaar. In 1946 is een prototype gebouwd door Volkswagen. In 1949 zouden 359 stuks zijn gebouwd; in 1950 daalde de productie naar 319 stuks; in 1951 werd slechts 1 exemplaar gebouwd; in 1952 volgden de laatste 13 stuks.

## Noot
1. ↑  Origineel contract tussen Volkswagen en Hebmüller